# George Burns

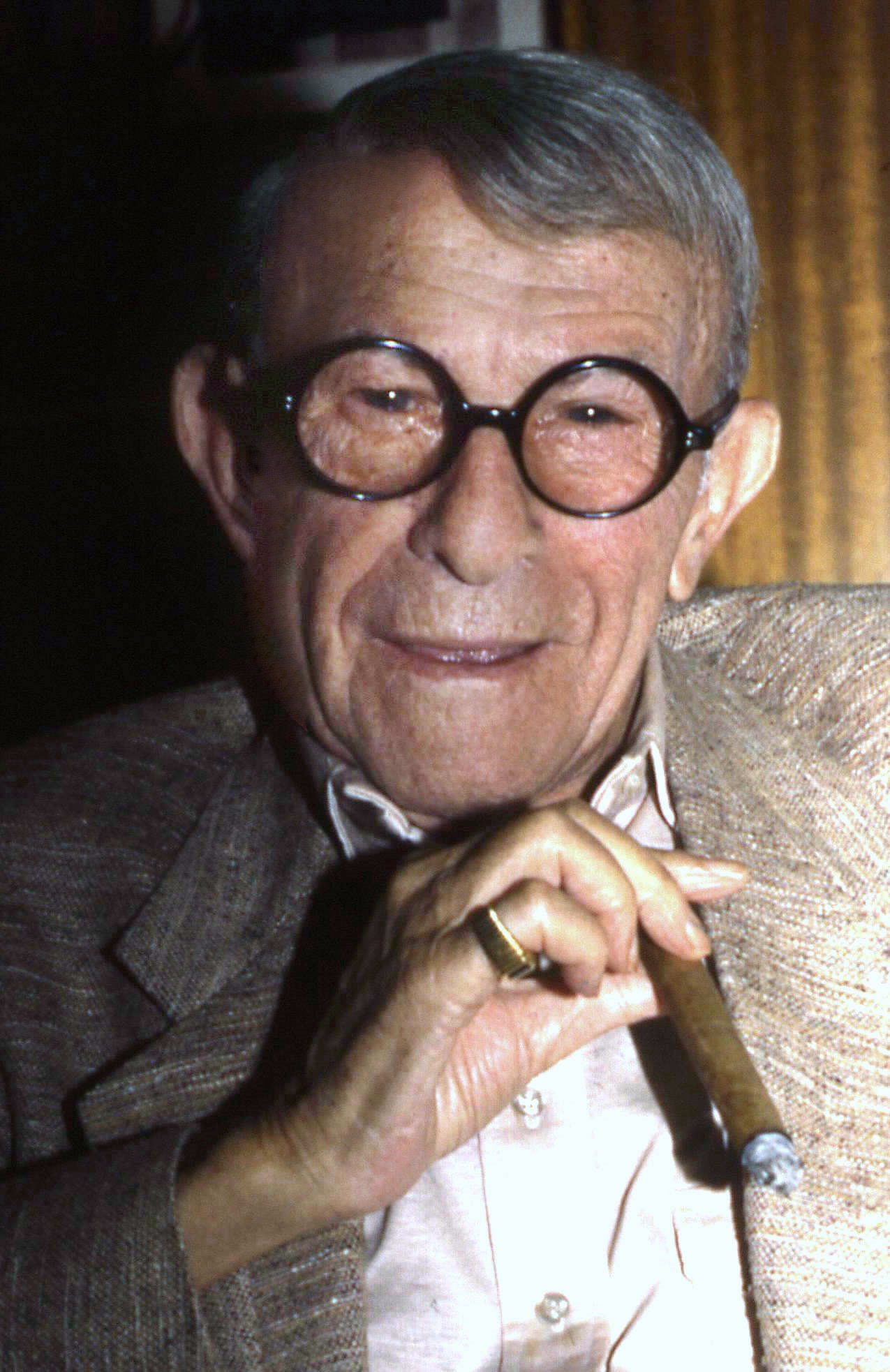
George Burns (1986, von Allan Warren)

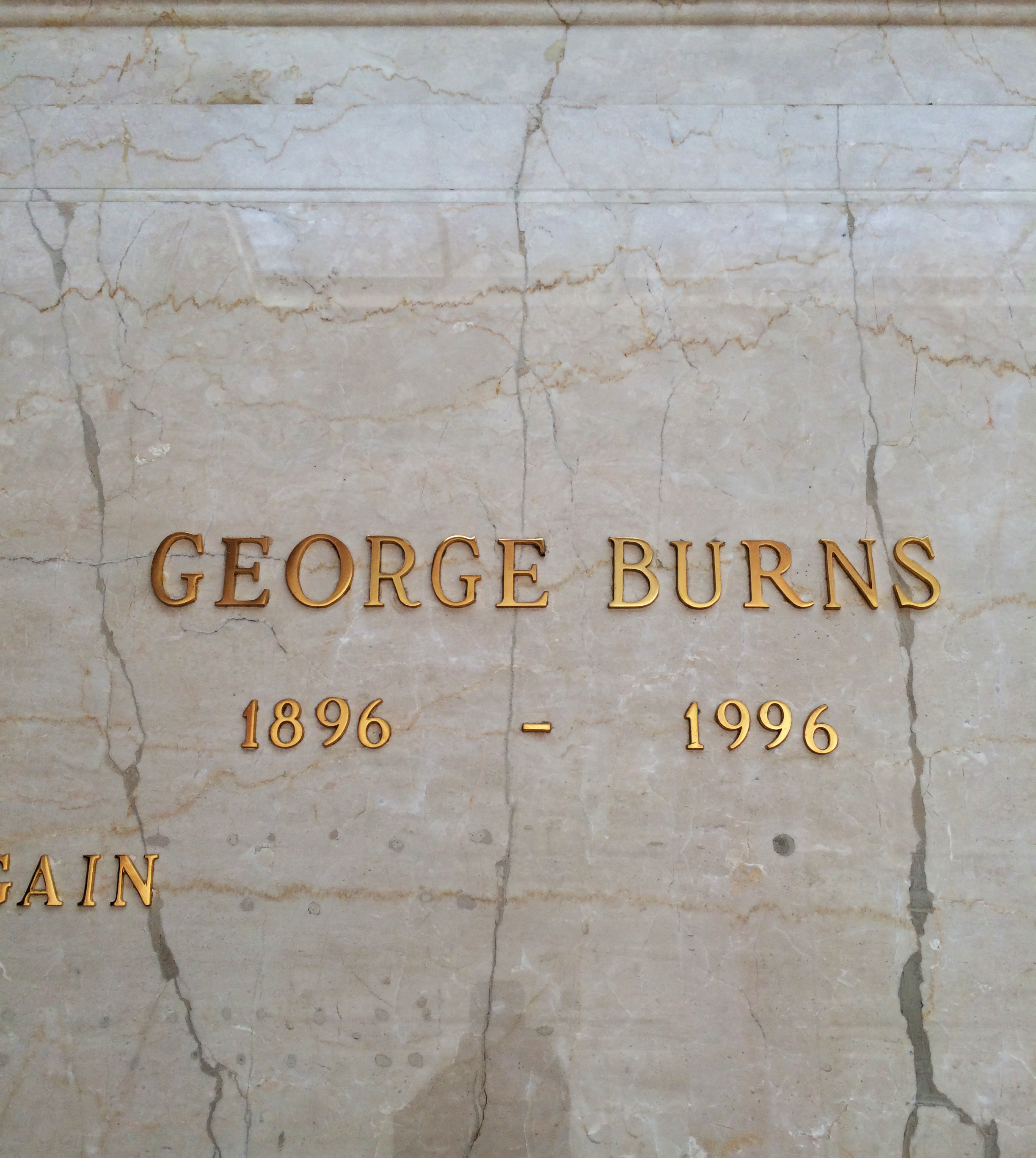
Grabstein von George Burns im Forest Lawn Memorial Park

George Burns (* 20. Januar 1896 in New York City als Nathan Birnbaum; † 9. März 1996 in Beverly Hills) war ein US-amerikanischer Schauspieler, Komiker und Autor. Burns arbeitete bereits in jungen Jahren als Vaudeville-Entertainer und drehte bis 1994 Kinofilme. Mit seinem Tod endete eine der längsten Karrieren im amerikanischen Showbusiness.

## Leben und Werk
George Burns trat oft zusammen mit seiner zweiten Ehefrau Gracie Allen auf. Gemeinsam hatten sie eine der erfolgreichsten Radioshows in der Geschichte des US-amerikanischen Radios, die insgesamt über 16 Jahre von 1934 bis 1950 lief. In den 1930er-Jahren spielten Burns und Allen in einer Reihe von Filmkomödien mit. Im Jahr 1950 wechselte das Ehepaar vom Radio ins Fernsehen und spielte bis 1958 in der beliebten Sitcom The George Burns and Gracie Allen Show. 
Nachdem sich die Gesundheit seiner Frau zusehends verschlechterte und sie schließlich 1964 verstarb, setzte Burns seine Karriere als Solokünstler fort. Der Komiker war bereits ab den 1930er-Jahren in Hollywood-Filmen zu sehen, dennoch war sein Comeback mit der Neil-Simon-Komödie Die Sunny Boys eine Sensation. Darin spielte er gemeinsam mit Walter Matthau ein altes vergessenes Komikerpaar, das noch einmal auftreten möchte. Für diese Rolle erhielt er 1976 den Oscar als bester Nebendarsteller. Er spielte ebenfalls in zahlreichen Fernsehfilmen und Fernsehserien. In der Simpsons-Folge Wo ist Bobo wird George Burns als Mr. Burns’ Bruder dargestellt. In der Folge Filmstar wider Willen wird er zitiert.
In seinen späten Lebensjahren galt Burns, dessen Markenzeichen seine Zigarre war, als lebende Legende und er drehte weiterhin Komödien wie Die Rentner-Gang oder Endlich wieder 18. 1988 wurde er mit dem Kennedy-Preis für sein Lebenswerk ausgezeichnet und erhielt 1995 den Screen Actors Guild Life Achievement Award. Ihm zu Ehren gibt es drei Sterne auf dem Hollywood Walk of Fame.
George Burns starb am 9. März 1996 im Alter von 100 Jahren an Herzversagen. Er teilt sich auf dem Forest Lawn Memorial Park Cemetery von Glendale, Kalifornien eine Grabstätte mit seiner 1964 verstorbenen Ehefrau Gracie Allen. Das Grab trägt die Inschrift: Gracie Allen and George Burns – Together again (deutsch Gracie Allen und George Burns – Wieder vereint).

## Filmografie (Auswahl)
- 1929: Lambchops (Kurzfilm)
- 1932: The Big Broadcast
- 1933: International House
- 1933: College Humor

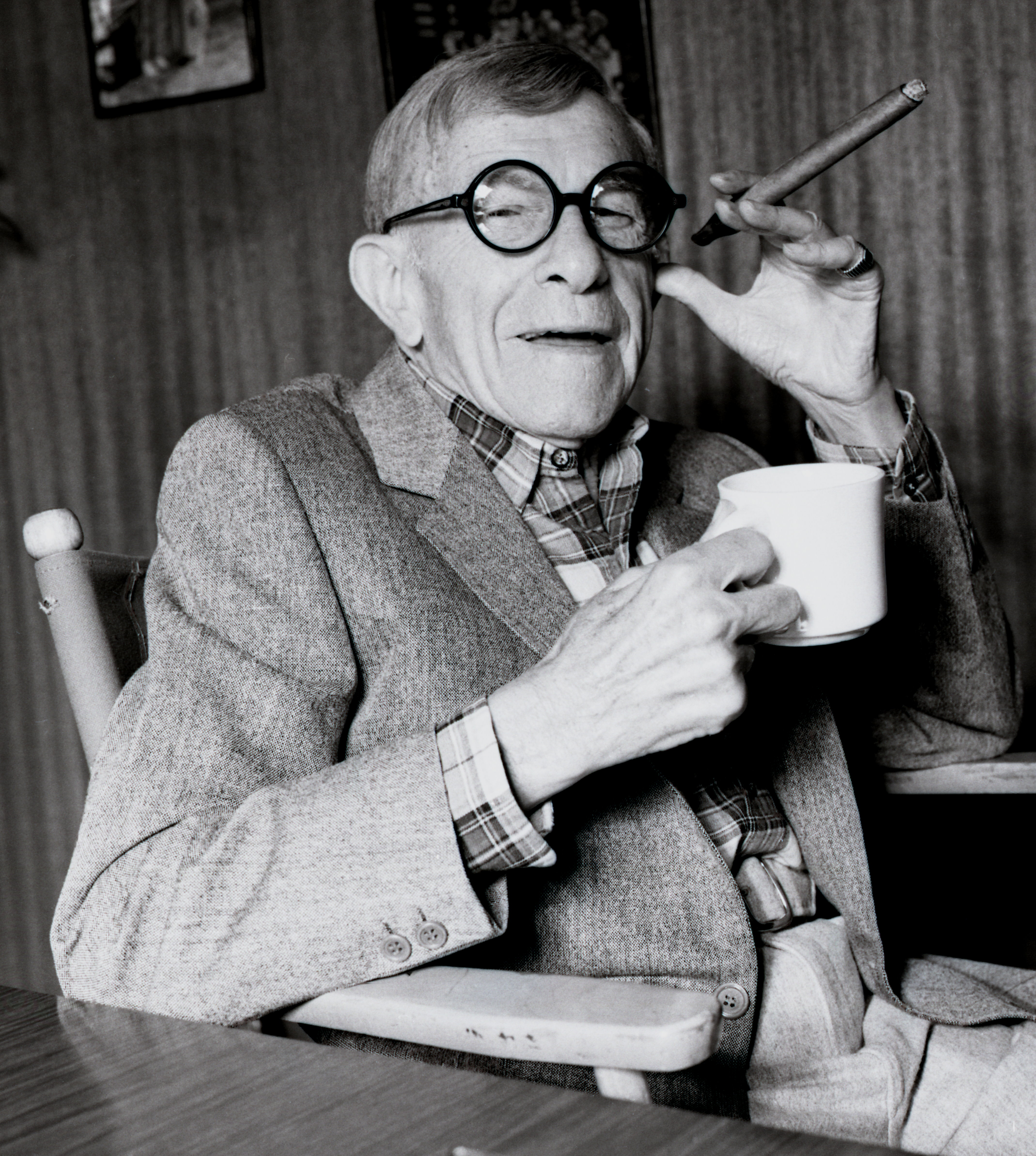
George Burns (1986)

- 1934: Sechs von einer Sorte (Six of a Kind)
- 1934: Schiffbruch unter Palmen (We’re Not Dressing)
- 1935: The Big Broadcast of 1936
- 1936: The Big Broadcast of 1937
- 1936: College Holiday
- 1937: Ein Fräulein in Nöten (A Damsel in Distress)
- 1938: College Swing
- 1939: Südsee-Nächte (Honolulu)
- 1950–1958: The George Burns and Gracie Allen Show (Fernsehserie, 292 Folgen)
- 1952–1963: Jack-Benny-Show (The Jack Benny Program, Fernsehserie, 9 Folgen)
- 1955–1959: Alle lieben Bob (The Bob Cummings Show, Fernsehserie, 4 Folgen)
- 1956: Die Frau im goldenen Cadillac (The Solid Gold Cadillac, als Erzählerstimme)
- 1958–1959: The George Burns Show (Fernsehserie, 25 Folgen)
- 1962/1963: Mr. Ed (Mister Ed, Fernsehserie, 2 Folgen)
- 1964–1965: Wendy and Me (Fernsehserie, 34 Folgen)
- 1970: Swing Out, Sweet Land (Fernsehfilm)
- 1975: Die Sunny Boys (The Sunshine Boys)
- 1977: Oh Gott … (Oh, God!)
- 1978: Sgt. Pepper’s Lonely Hearts Club Band
- 1979: Nur du und ich (Just You and Me, Kid)
- 1979: Die Rentner-Gang (Going in Style)
- 1980: Tracy trifft den lieben Gott (Oh, God! Book II)
- 1983: Fame – Der Weg zum Ruhm (Fame, Fernsehserie, Folge 2x20)
- 1984: Oh Gott! Du Teufel (Oh, God! You Devil)
- 1988: Endlich wieder 18 (18 Again!)
- 1993: Golden Palace (The Golden Palace, Fernsehserie, Folge 1x17)
- 1994: Phenom – Das Tenniswunder (Phenom, Fernsehserie, Folge 1x21)
- 1994: Radioland Murders – Wahnsinn auf Sendung (Radioland Murders)